# Костел Святої Дороти
Костел Святої Дороти (нині — церква Покрови Пресвятої Богородиці) — християнський храм, розташований у селі Тулиголове на Львівщині. 

## Історія
Костел святої Дороти збудовано в 1600 році стараннями тодішнього власника села Тулиголови Станіслава Коритка. У зв'язку з розбудовою села і збільшенням числа парафіян Станіслав Коритко вирішив збудувати великий мурований костел, який після добудов XIX–XX століть стоїть і нині. Будували костел, імовірно, з 1599 по 1605 роки, однак правили меси в ньому вже з 1600 року, який і вважається датою побудови храму.
Спочатку парафія належала до Городоцького деканату Львівської дієцезії, потім Перемишльської дієцезії. По мірі виникнення нових деканатів її передавали Комарнівському, Дрогобицькому, а з 1912 року — Рудківському деканатам. Парафіяльний округ в Тулиголовах не змінювався від 1875 року до початку ХХ століття, і до нього тоді належали: Тулиголови, Чайковичі, Голодівка (нині — Задністряни), Ясенів, Конюшки Королівські, Конюшки Тулиголівські, Круковець, Малпа (нині — Малинів), Нова Вєсь (Нове Село), Острів Погорецький (нині — Новий Острів), Подільці, Погірці та Сусолів.

## Перша згадка
Найдавніші доступні описи костелу в Тулиголовах є в протоколах візиту єпископа Яна Скарбка в 1717 і 1721 роках. В описі зазначено, що будівля була занедбаною і потребувала ремонту. В 1741 році в протоколі візиту архієпископа Миколая Вижицького є свідчення про ремонт даху; очевидно, це був кінець ремонтних робіт, позаяк зазначено, що костел є в доброму стані.

## Опис
Костел є мурованою під двосхилим дахом однонавною будівлею. Має розміри 44м довжини, 12м ширини та 15м висоти. Вміщає 1500 осіб.

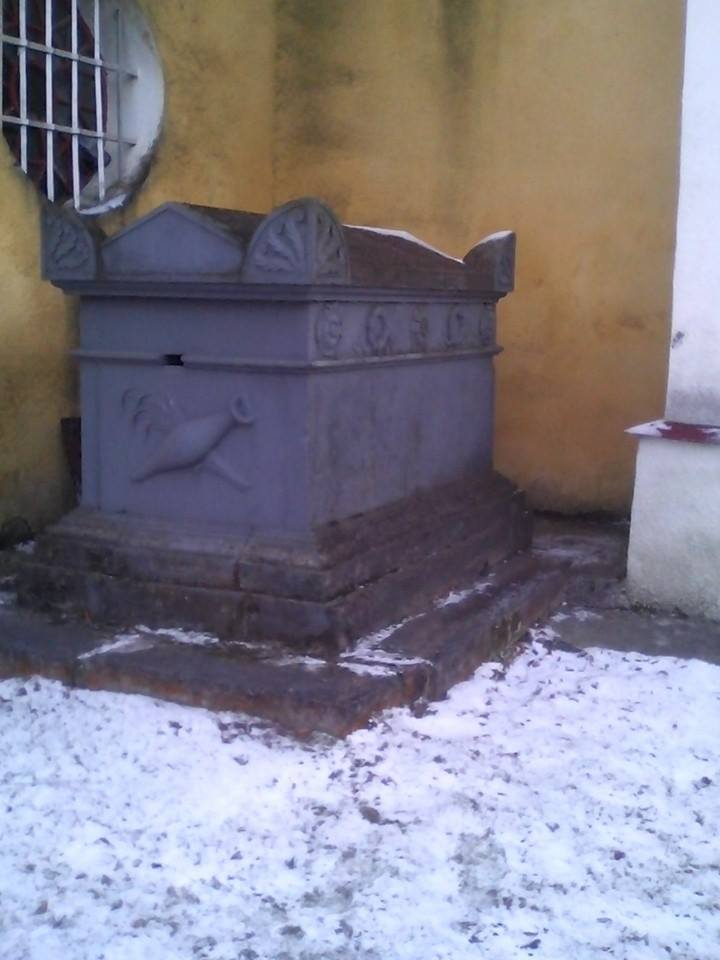
крипта Бонавентури Войни 1811 року в формі кам’яного саркофагу

З північного боку біля стіни храму є крипта Бонавентури Войни 1811 року в формі кам’яного саркофагу на якій є напис латиною: BONAVENTURAE WOYNA | VIRTUTE INGENIO MORIBUS | PATRIAE CONCIVIBUS | CARO | VIRO PROBO CIVI OPTIMO | MAESTISSIMI AMICI | POSUERUNT – зі східного боку, NATO DIE XIII [IU]LII MDCCLVIII | MORTUO XIV [AU]GUSTI, MDCCCXI – з півдня, та на польській мові: GDY LUDZKOŚĆ NAD CISNĄCYM TWOYE ZWŁOKI GŁAZEM | PŁACZE STRATY TYLU CNÓT POŁĄCZONYCH RAZEM | NIE POGARDŹ CIENIU DROGI TYM POMNIKIEM SKROMNYM | NIECH ŻALU TWYCH PRZYJACIÓŁ UDZIELI POTOMNYM – з західного боку. . Всередині доволі просторий, має аркоподібний звід, вікна розміщені високо, також арочної форми.
У першій чверті XVIII століття святиня мала дві каплиці, п'ять вівтарів та потребувала ремонту, що і відбулося у наступні два десятиліття. Втім, вже 1762 року, коли в костелі було вже 7 вівтарів, знову потребувалося відновлення храму. Проте така реставрація була занотована лише 1794 року. Відомо також, що о. Себастіан Пжиліцький, який був настоятелем парафії у 1794-1824 роках, добудував до храму так звані «хори», над якими було розміщено дзвони.

## Реставрації
Найдавніші доступні описи костелу в Тулиголовах є в протоколах візиту єпископа Яна Скарбка в 1717 і 1721 роках. В описі зазначено, що будівля була занедбаною і потребувала ремонту.
У 1741 році в протоколі візиту архієпископа Миколая Вижицького є свідчення про ремонт даху; очевидно, це був кінець ремонтних робіт, позаяк зазначено, що костел є в доброму стані. Старий вівтар був замінений новим, офірованим власниками маєтку. Бічних вівтарів далі було 4 — вони були посвячені св.Дороті та Благовіщенню Матері Божої. За даними візиту 1762 року декана Станіслава Раймунда Єзєрського, в костелі було 7 вівтарів і він знову потребував ремонту. За даними 1767р., в головному вівтарі був чудотворний образ Страдальної Матері Божої. Розп'яття Ісуса Христа було вміщене до одного з бічних вівтарів. В протоколі зазначений ще один вівтар, присвячений Ісусу Христу, та вівтар святого Тадеуша поруч з головним вівтарем. В акті візиту архієпископа Вацлава Єроніма Сераковського 1774 року є більш детальний опис вівтарів. Вівтар Розп'ятого Христа був ліворуч головного вівтаря, справа вівтар св.Тадеуша, а вівтарі св.Дороти та Благовіщення були мальовані фресками на стінах. У дзвіниці було 4 дзвони, а серед предметів — набагато менше, ніж у попередньому описі. 1794 року зазначено, що костел був дещо оновлений. 
В часи незалежності України проведено заміну покрівлі, відреставровано та помальовано муровану огорожу храму (2006 рік), встановлено нові світильники (2006 рік) та новий дзвін (2007 рік, офірований Черняком Романом з Єкатеринбурга, сином парафіянина Черняка Данила, виготовлений на заводі в Первоуральську), придбано обладнання для мінімізації вмісту вологи в стінах храму, замінено електропроводку (2012) та проведено ремонт нижньої частини внутрішніх стін (2013).

## Розташування
Знайти костел Святої Дороти зовсім нескладно, розташована пам'ятка у центрі села біля перехрестя двох головних вулиць.

## Сучасний стан

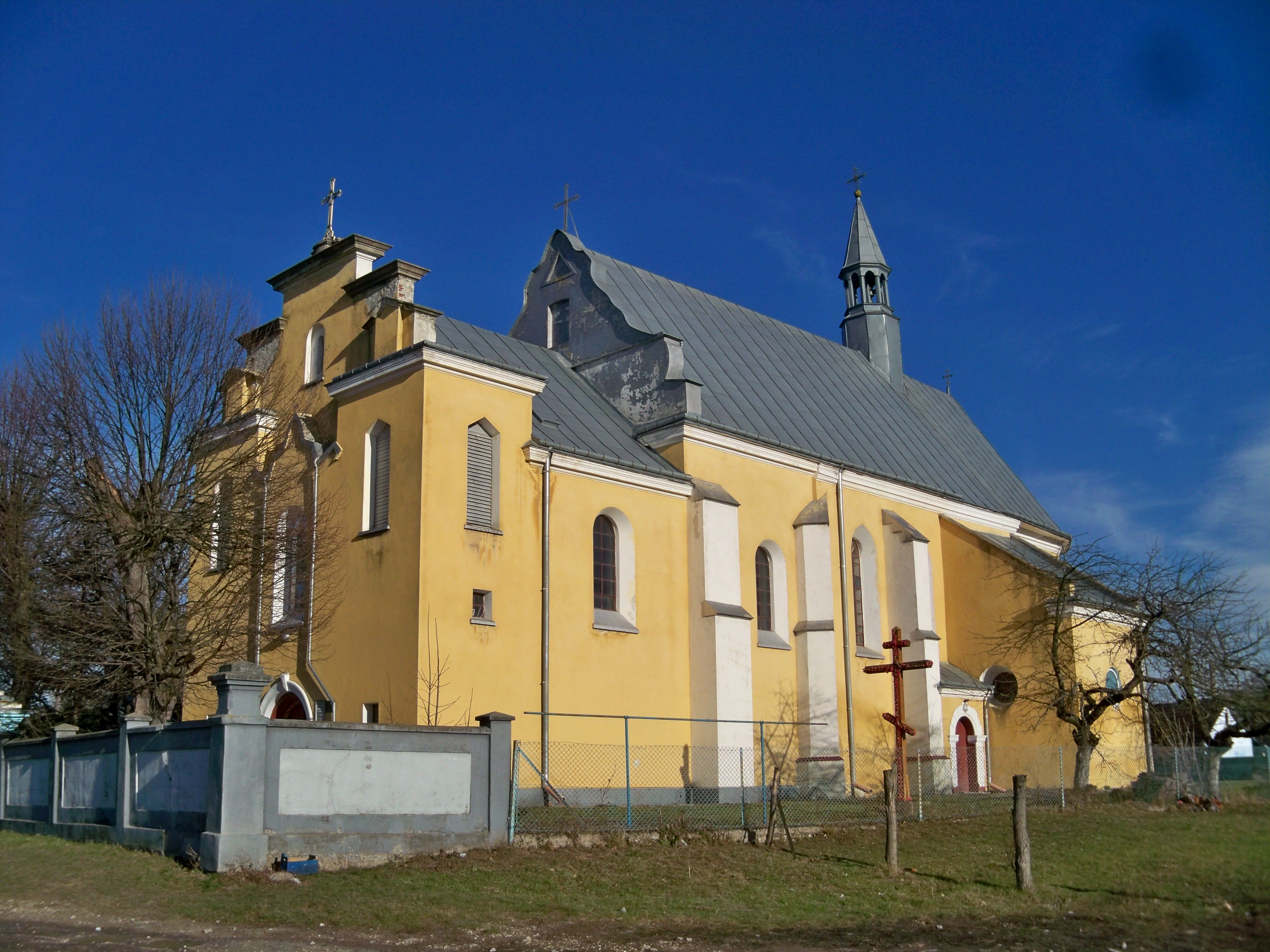
Сучасний стан

У новітній час з 1990 року в церкві почергово відправляють служби греко-католицька та православна громади села. Правлять у храмі отець Олег Крук (з 1991 року — УГКЦ) та  отець Богдан Кравець (ПЦУ). Питання утримання  та ремонту храму вирішують спільно церковні комітети обох конфесій.
70 років українська громада відправляє духовні потреби в церкві Покрови Пресвятої Богородиці.